# Franziskus Kriegs-Au

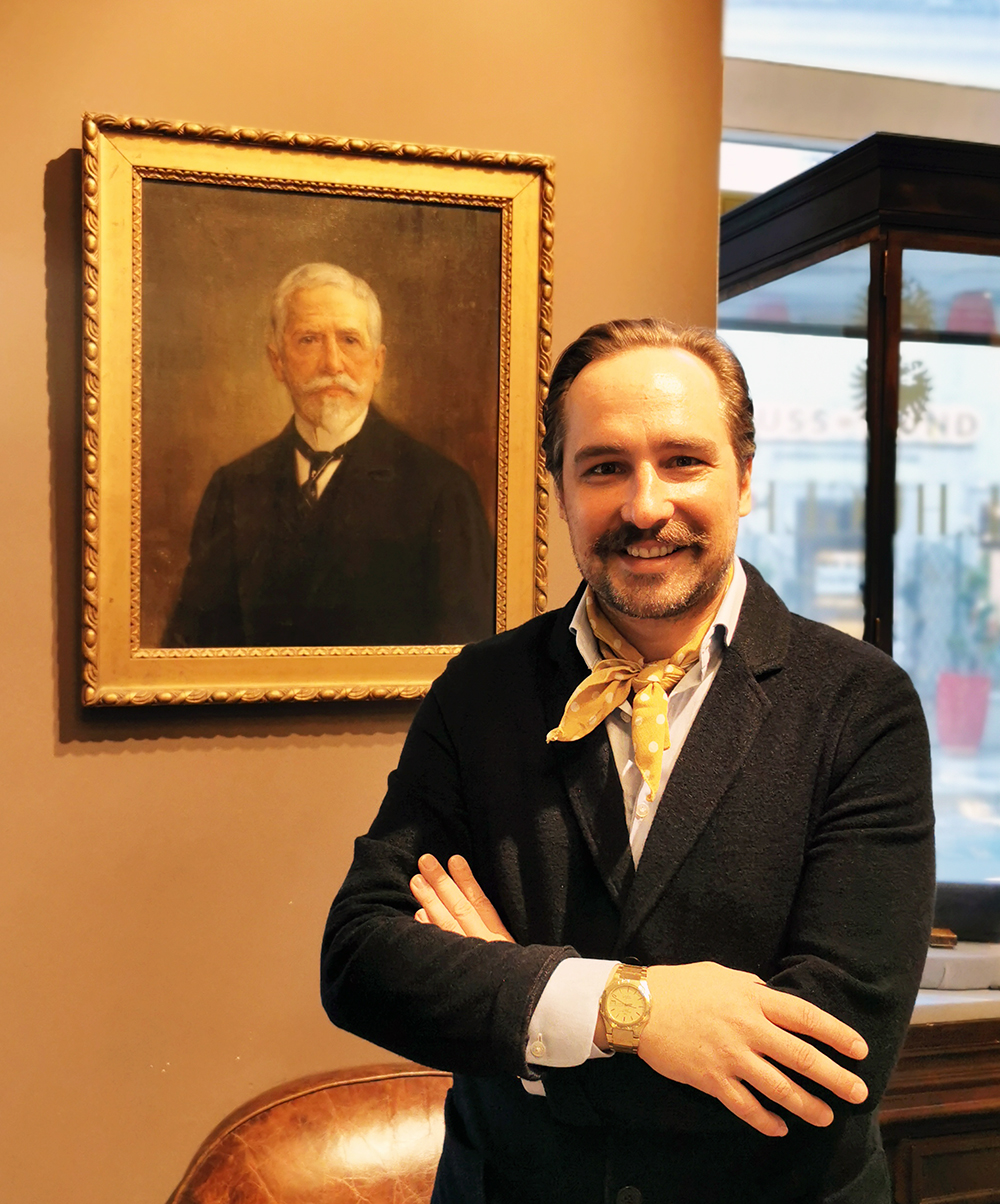
Franziskus Kriegs-Au, 2023

Franziskus Kriegs-Au (* 6. Juli 1985 in Wien) ist ein österreichischer Juwelier.

## Leben
Franziskus Amazonas Julius Kriegs-Au wurde 1985 in Wien als jüngerer von zwei Söhnen des Juweliers Heinz-Georg Hügler Kriegs-Au (* 1942) und dessen Ehefrau Marina Daus geboren. Sein Vater ist ein Urenkel des Hofjuweliers Julius Hügler (1848–1924), der 1875 in Wien das Juweliergeschäft Jul.Hügler gründete.
Nach der Ausbildung zum Gold- und Silberschmiedemeister an der Höheren Technischen Bundeslehr- und Versuchsanstalt Ferlach in Kärnten und weiteren Ausbildungen zum Diamantgutachter und Gemmologen war er von 2006 bis 2008 Schätzmeister im Wiener Dorotheum und von 2009 bis 2010 Mitarbeiter von Chopard in Genf. Als Repräsentant des Hauptsponsors der 4. Staffel der Puls 4-Produktion Austria’s Next Topmodel übergab Kriegs-Au 2012, gemeinsam mit dem ehemaligen Supermodel Tyra Banks, in New York City den Hauptpreis an die Gewinnerin Antonia Hausmair. Im August 2013 eröffnete er mit drei Partnern die Stadthaus-Galerie im Zentrum von Kitzbühel. Von 2016 bis 2017 war er Experte in einem großen Online-Auktionshaus in Berlin.
2017 gründete Kriegs-Au die Marke Jul.Hügler neu und eröffnete sein erstes Geschäft in Wien. Filialen in Baden, Graz und Linz folgten in den nächsten Jahren. 2018 war der neue Jul.Hügler Teil der Masterpiece Collection, die in der Neuen Residenz in Salzburg präsentiert wurde.
Im Juni 2019 organisierte Kriegs-Au die erste Auktion der Classic Car Auctions in Schloss Gutenstein in Niederösterreich. Zwischen 2019 und 2021 organisierte er im Rahmen der Classic Austria der Messe Wels unter dem Titel Classic Car Auctions Versteigerungen seltener Automobile und Motorräder. Der Kurier präsentierte ihn 2021 als Kenner und Sammler von Young- und Oldtimern.
2020 war er Experte in der ersten Staffel der ATV-Produktion Vielgeschätztes Österreich. Der ORF zeigte 2022 Kriegs-Au in der TV-Produktion Erbe Österreich: Österreichs Adel unter sich - Die Spielzeuge der Noblesse.
Im Oktober 2022 fungierte er als Auktionator der Gala Schmuckstars des Jahres 2022 zugunsten der Hilfsaktion Licht ins Dunkel. In der österreichischen Version der ZDF-Sendereihe Bares für Rares, die auf ServusTV gesendet wird, wirkt Kriegs-Au als Experte für Schmuck, Uhren und Antiquitäten mit.
Kriegs-Au ist seit 2015 verheiratet, hat drei Kinder und lebt in Wien und Bad Gastein.